# Daniel Jay Rudolph

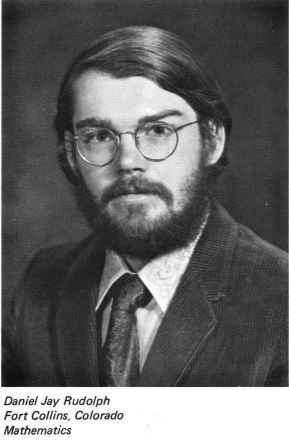
Daniel J. Rudolph 1972

Daniel Jay Rudolph (* 3. Oktober 1949 in Sheridan (Wyoming); † 4. Februar 2010 in Fort Collins) war ein US-amerikanischer Mathematiker, der sich mit Ergodentheorie befasste.

## Biografie
Rudolphs Eltern hatten eine Farm bei Fort Collins. Rudolph besuchte dort die High School und studierte ab 1968 am Caltech Physik, wechselte dann aber zur Mathematik. 1972 erhielt er den Bachelor-Abschluss und gewann den E.T.Bell Preis des Caltech. Er setzte sein Studium an der Stanford University fort mit dem Master-Abschluss 1973 und der Promotion bei Donald Ornstein 1975. Die Dissertation war im Stil der Schule von Ornstein über Ergodentheorie in maßtheoretischer Formulierung (Non-Bernoulli Behavior of the Roots of K-Automorphisms). Als Post-Doktorand war er 1975/76 an der Hebräischen Universität in Jerusalem und danach Miller Fellow in Berkeley. An der Hebräischen Universität löste er ein lange offenes Problem der Ornstein-Schule, die Frage beantwortend, wann Zweipunkt-Erweiterungen von Bernoulli-Abbildungen Bernoulli-Abbildungen sind. 1978 wurde er Assistant Professor in Stanford und 1981 Associate Professor an der University of Maryland mit einer vollen Professur ab 1985. Im Jahr 2005 wurde er Professor an der Colorado State University. Bald danach wurde Amyotrophe Lateralsklerose diagnostiziert, an der er starb.
Er war 1988/89 Gastprofessor an der Universität Paris VI, 1989 an der University of Warwick und an der Nikolaus-Kopernikus-Universität Torun, 1991 an der University of North Carolina at Chapel Hill, 1993 an der Universität Aix-Marseille und der Universität Tours.
1981/82 war er Sloan Research Fellow. 2002 war er eingeladener Sprecher auf dem Internationalen Mathematikerkongress in Peking (Applications of orbit equivalence to actions of discrete amenable groups).

## Schriften
Bücher
- Fundamentals of measurable dynamics: Ergodic theory on Lebesgue spaces, Clarendon Press 1991
- mit Janet Whalen Kammeyer: Restricted orbit equivalence for actions of discrete amenable groups, Cambridge UP 2002

Einige Aufsätze
- Two nonisomorphic K-automorphisms with isomorphic squares, Israel Journal of Mathematics, Band 23, 1976, S. 274–287.
- mit Gideon Schwarz: On attaining đ-đ. Israel Journal of Mathematics, Band 24, 1976, S. 185–190.
- mit Klaus Schmidt: Almost block independence and bernoullicity of d-actions by automorphisms of compact abelian groups. Inventiones Mathematicae, Band 120, 1995, S. 455–488.
- Fully generic sequences and a multiple-term return-times theorem, Inventiones Mathematicae, Band 131, 1997, S. 199–228.
- mit Mrinal Kanti Roychowdhury: Any two irreducible Markov chains are finitarily orbit equivalent. Israel Journal of Mathematics, Band 174, 2009, S. 349–368.